# Persone di nome Yvonne
| Questa pagina contiene informazioni ricavate automaticamente dalle voci biografiche con l'ausilio del template Bio e di un bot. L'aggiornamento è periodico e automatico e ricostruisce completamente la pagina. Se manca una persona in questa lista, sei pregato di non aggiungerla, ma accertati piuttosto che la sua voce biografica contenga il template Bio e che i dati anagrafici siano correttamente compilati. Se il template Bio manca, inseriscilo tu stesso o, in alternativa, metti l'avviso {{tmp\|Bio}} che ne segnala la mancanza. Se i dati riportati sono sbagliati, correggi direttamente la voce biografica; le modifiche saranno visibili in questa lista entro pochi giorni. Per chiarimenti vedi il progetto antroponimi. La lista contiene solo le 64 persone che sono citate nell'enciclopedia e per le quali è stato implementato correttamente il template Bio. Pagina aggiornata al 22 lug 2025. |

Questa è una lista di persone presenti nell'enciclopedia che hanno il nome Yvonne, suddivise per attività principale.

## Architetti(1)
- Yvonne Farrell, architetto irlandese (Tullamore, n. 1951)

## Artiste(1)
- Yvonne Rainer, artista e coreografa statunitense (San Francisco, n. 1934)

## Astronaute(1)
- Yvonne Cagle, astronauta statunitense (West Point, n. 1959)

## Attrici(11)
- Yvonne Bryceland, attrice sudafricana (Città del Capo, n. 1925 - Londra, † 1992)
- Yvonne Constant, attrice, cantante e ballerina francese (Parigi, n. 1930 - Larmor-Plage, † 2023)
- Yvonne Craig, attrice e ballerina statunitense (Taylorville, n. 1937 - Pacific Palisades, † 2015)
- Yvonne Howell, attrice statunitense (Chicago, n. 1905 - Los Angeles, † 2010)
- Yvonne Mitchell, attrice britannica (Londra, n. 1915 - Londra, † 1979)
- Yvonne Monlaur, attrice francese (Pau, n. 1935 - Neuilly-sur-Seine, † 2017)
- Yvonne Sanson, attrice greca (Salonicco, n. 1925 - Bologna, † 2003)
- Yvonne Sciò, attrice, regista e ex modella italiana (Roma, n. 1969)
- Yvonne Severn, attrice statunitense (Johannesburg, n. 1927 - Thousand Oaks, † 2006)
- Yvonne Strahovski, attrice australiana (Sydney, n. 1982)
- Yvonne Zima, attrice statunitense (Phillipsburg, n. 1989)

## Bobbiste(1)
- Yvonne Cernota, bobbista tedesca (n. 1979 - † 2004)

## Calciatrici(1)
- Yvonne Leuko, ex calciatrice camerunese (Kékem, n. 1991)

## Canoiste(1)
- Yvonne Schuring, canoista austriaca (Wolfen, n. 1978)

## Cantanti(5)
- Yvonne De Fleuriel, cantante e attrice italiana (Teano, n. 1889 - Roma, † 1963)
- Yvonne Elliman, cantante statunitense (Honolulu, n. 1951)
- Yvonne George, cantante e attrice belga (Bruxelles, n. 1895 - Genova, † 1930)
- Yvonne Chaka Chaka, cantante sudafricana (Dobsonville, n. 1965)
- Yvonne Printemps, cantante e attrice francese (Ermont, n. 1894 - Neuilly-sur-Seine, † 1977)

## Cantautrici(2)
- Yvonne Catterfeld, cantautrice e attrice tedesca (Erfurt, n. 1979)
- Donna Fargo, cantautrice, musicista e scrittrice statunitense (Mount Airy, n. 1945)

## Cestiste(4)
- Yvonne Anderson, cestista statunitense (Springdale, n. 1990)
- Yvonne Turner, cestista statunitense (Omaha, n. 1987)
- Yvonne Waters, ex cestista australiana (The Hague, n. 1951)
- Yvonne Weber, ex cestista tedesca (Berlino, n. 1974)

## Costumiste(2)
- Yvonne Blake, costumista e attrice britannica (Manchester, n. 1940 - Madrid, † 2018)
- Yvonne Sassinot de Nesle, costumista francese (Saigon, n. 1937)

## Danzatrici(1)
- Yvonne Georgi, ballerina e coreografa tedesca (Lipsia, n. 1903 - Hannover, † 1975)

## Danzatrici su ghiaccio(1)
- Yvonne Suddick, ex danzatrice su ghiaccio britannica

## First lady(1)
- Yvonne de Gaulle, first lady francese (Calais, n. 1900 - Parigi, † 1979)

## Fotografe(1)
- Yvonne Gregory, fotografa britannica (n. 1889 - † 1970)

## Giornaliste(1)
- Yvonne Ridley, giornalista inglese (Stanley, n. 1958)

## Judoka(1)
- Yvonne Bönisch, ex judoka tedesca (Ludwigsfelde, n. 1980)

## Matematiche(1)
- Yvonne Brill, matematica e chimica canadese (Winnipeg, n. 1924 - Princeton, † 2013)

## Mezzofondiste(2)
- Yvonne Hak, mezzofondista olandese (Alkmaar, n. 1986)
- Yvonne Murray, ex mezzofondista britannica (Musselburgh, n. 1964)

## Mezzosoprani(1)
- Yvonne Minton, mezzosoprano australiano (Sydney, n. 1938)

## Modelle(3)
- Begum Om Habibeh Aga Khan, modella francese (Sète, n. 1906 - Le Cannet, † 2000)
- Yvonne Ryding, modella svedese (Eskilstuna, n. 1962)
- Yvonne Viseux, modella francese (Parigi, n. 1927 - Gaillac, † 2018)

## Nuotatrici(1)
- Yvonne Godard, nuotatrice francese (Douai, n. 1908 - Montpellier, † 1975)

## Paracadutiste(1)
- Yvonne Jourjon, paracadutista e aviatrice francese (Besançon, n. 1899 - Ivry-sur-Seine, † 1985)

## Pattinatrici artistiche su ghiaccio(1)
- Yvonne Sherman, pattinatrice artistica su ghiaccio statunitense (Colorado Springs, n. 1930 - † 2005)

## Pattinatrici di velocità su ghiaccio(3)
- Yvonne Daldossi, pattinatrice di velocità su ghiaccio italiana (Merano, n. 1992)
- Yvonne van Gennip, ex pattinatrice di velocità su ghiaccio olandese (Haarlem, n. 1964)
- Yvonne Nauta, pattinatrice di velocità su ghiaccio olandese (Uitwellingerga, n. 1991)

## Pedagogiste(1)
- Yvonne Hagnauer, pedagoga francese (Parigi, n. 1898 - Clamart, † 1985)

## Pianiste(1)
- Yvonne Loriod, pianista francese (Houilles, n. 1924 - Saint-Denis, † 2010)

## Politiche(4)
- Yvonne Bürgin, politica svizzera (n. 1970)
- Yvonne Magwas, politica tedesca (Rodewisch, n. 1979)
- Yvonne Timmerman-Buck, politica olandese (Kerkrade, n. 1956)
- Yvonne van Rooy, politica olandese (Eindhoven, n. 1951)

## Sciatrici alpine(1)
- Yvonne Rüegg, ex sciatrice alpina svizzera (Coira, n. 1938)

## Scrittrici(2)
- Yvonne Carbonaro, scrittrice, saggista e giornalista italiana (Pietrastornina, n. 1945)
- Yvonne Vera, scrittrice zimbabwese (Bulawayo, n. 1964 - Toronto, † 2005)

## Tenniste(5)
- Yvonne Bourgeois, tennista francese (Parigi, n. 1902 - Parigi, † 1983)
- Yvonne Cavallé Reimers, tennista spagnola (Palma di Maiorca, n. 1992)
- Yvonne Meusburger, ex tennista austriaca (Dornbirn, n. 1983)
- Yvonne Vermaak, ex tennista sudafricana (Port Elizabeth, n. 1956)
- Yvonne de Pfeffel, tennista francese (Parigi, n. 1883 - Truro, † 1958)

## Violiniste(1)
- Yvonne Astruc, violinista e insegnante francese (Asnières-sur-Seine, n. 1889 - Parigi, † 1980)